# Ludmiła Karolik
Ludmiła Piatrouna Karolik z d. Szabłouska (biał. Людміла Пятроўна Каролік (Шаблоўская); ros. Людмила Петровна Королик (Шабловская), Ludmiła Pietrowna Korolik (Szabłowska); ur. 15 listopada 1975 roku) – białoruska biegaczka narciarska. Była uczestniczką Mistrzostw świata w narciarstwie klasycznym w Ramsau (1999), Lahti (2001), Val di Fiemme (2003), Oberstdorfie (2005) oraz Sapporo (2007), a także Zimowych Igrzysk Olimpijskich w Nagano (1998).

## Osiągnięcia

### Igrzyska olimpijskie
| Miejsce | Dzień     | Rok  | Miejscowość | Konkurencja                          | Czas biegu  | Strata       | Zwyciężczyni         |
| ------- | --------- | ---- | ----------- | ------------------------------------ | ----------- | ------------ | -------------------- |
| 63.     | 10 lutego | 1998 | Hakuba      | 5 km stylem klasycznym               | 20:17,9 min | +2:40,0 min  | Łarisa Łazutina      |
| 58.     | 12 lutego | 1998 | Hakuba      | 15 km bieg łączony                   | 52:32,4 min | +6:25,5 min  | Łarisa Łazutina      |
| 14.     | 16 lutego | 1998 | Hakuba      | sztafeta 4 × 5 km                    | 59:56,9     | +4:43,4      | Rosja                |
| 44.     | 20 lutego | 1998 | Hakuba      | 30 km stylem dowolnym (start masowy) | 1:34:07,5 h | +12:06,0 min | Julija Czepałowa     |
| 44.     | 12 lutego | 2006 | Pragelato   | 15 km bieg łączony                   | 47:07,2 min | +4:18,5 min  | Kristina Šmigun-Vähi |
| 30.     | 16 lutego | 2006 | Pragelato   | 10 km stylem klasycznym              | 30:23,6 min | +2:32,2 min  | Kristina Šmigun-Vähi |
| 15.     | 18 lutego | 2006 | Pragelato   | sztafeta 4 × 5 km                    | 58:19,5     | +3:31,8      | Rosja                |
| 26.     | 24 lutego | 2006 | Pragelato   | 30 km stylem dowolnym (start masowy) | 1:27:44,4 h | +5:19,0 min  | Kateřina Neumannová  |

### Mistrzostwa świata
| Miejsce | Dzień     | Rok  | Miejscowość   | Konkurencja                            | Czas biegu  | Strata      | Zwyciężczyni        |
| ------- | --------- | ---- | ------------- | -------------------------------------- | ----------- | ----------- | ------------------- |
| 43.     | 19 lutego | 1999 | Ramsau        | 15 km stylem dowolnym                  | 45:24,1 min | +6:35,1 min | Stefania Belmondo   |
| 41.     | 22 lutego | 1999 | Ramsau        | 5 km stylem klasycznym                 | 14:30,5 min | +1:40,7 min | Bente Skari         |
| 39.     | 23 lutego | 1999 | Ramsau        | 15 km bieg łączony                     | 47:13,7 min | +4:45,8 min | Stefania Belmondo   |
| 33.     | 27 lutego | 1999 | Ramsau        | 30 km stylem klasycznym (start masowy) | 1:38:55,1 h | +9:35,2 min | Łarisa Łazutina     |
| 38.     | 20 lutego | 2001 | Lahti         | 10 km stylem klasycznym                | 30:00,6 min | +3:05,1 min | Bente Skari         |
| 46.     | 20 lutego | 2003 | Val di Fiemme | 10 km stylem klasycznym                | 29:54,6 min | +4:07,6 min | Bente Skari         |
| 38.     | 26 lutego | 2003 | Val di Fiemme | sprint stylem dowolnym                 |             |             | Marit Bjørgen       |
| 28.     | 28 lutego | 2003 | Val di Fiemme | 30 km stylem dowolnym (start masowy)   | 1:20:27,5 h | +5:57,7 min | Olga Zawjałowa      |
| 44.     | 17 lutego | 2005 | Oberstdorf    | 10 km stylem dowolnym                  | 29:54,1 min | +3:26,5 min | Kateřina Neumannová |
| 35.     | 19 lutego | 2005 | Oberstdorf    | 15 km bieg łączony                     | 45:36,5 min | +3:19,7 min | Julija Czepałowa    |
| 10.     | 21 lutego | 2005 | Oberstdorf    | sztafeta 4 × 5 km                      | 1:00:25,2 h | +3:09,5 min | Norwegia            |
| 12.     | 25 lutego | 2005 | Oberstdorf    | sprint drużynowy stylem dowolnym       |             |             | Norwegia            |
| 38.     | 26 lutego | 2005 | Oberstdorf    | 30 km stylem klasycznym (start masowy) | 1:35:17,6 h | +8:11,8 min | Marit Bjørgen       |
| 42.     | 25 lutego | 2007 | Sapporo       | 15 km bieg łączony                     | 45:21,1 min | +3:53,6 min | Olga Zawjałowa      |
| 40.     | 27 lutego | 2007 | Sapporo       | 10 km stylem dowolnym                  | 26:30,0 min | +2:31,6 min | Kateřina Neumannová |
| 13.     | 1 marca   | 2007 | Sapporo       | sztafeta 4 × 5 km                      | 57:29,7 min | +3:11,1 min | Finlandia           |
| 30.     | 3 marca   | 2007 | Sapporo       | 30 km stylem kalsycznym (start masowy) | 1:39:20,1 h | +9:33,0 min | Virpi Kuitunen      |